# Zámecký pivovar (Jindřichův Hradec)
Zámecký pivovar v Jindřichově Hradci je bývalý pivovar, který stojí v centru města severně od zámku. Spolu se zámeckým mlýnem je chráněn jako nemovitá kulturní památka České republiky. Areál je součástí národní kulturní památky s názvem „Zámek Jindřichův Hradec“.

## Historie
Pivovar pochází z 19. století. V roce 2011 vyhořel.

## Popis
Komplexu budov zámeckého pivovaru dominuje volně stojící dvoupatrová budova obdélného půdorysu. Její fasáda se třemi osami má střední portál kamenný s lištou a půlkruhovým záklenkem a výlisky na rozích. Okna v přízemí a druhého patra jsou rámovaná kamennými šambránami a lištami.

## Zajímavosti
V pivovaru byl v letech 1831–1835 sládkem otec Bedřicha Smetany.